# Weißenbach (Enns, bei St. Gallen)
Der Weißenbach ist ein linker Zufluss der Enns im Ort Weißenbach an der Enns der Gemeinde St. Gallen im steirischen Bezirk Liezen. Er wird wie sein rechter Oberlauf auch Großer Billbach genannt oder auch Buchauer Bach.

## Verlauf
Der Weißenbach entsteht durch den Zusammenfluss des rechten Großen Billbachs (auch Buchauer Bach) und des linken Spitzenbachs auf ca. 420 m ü. A. in Weißenbach und fließt nordostwärts. Er nimmt etwas später den Steingraben auf und mündet dann am Ortsende einige Meter oberhalb der Straßenbrücke nach Altenmarkt bei Sankt Gallen–Ennsfeld auf etwa 410 m ü. A. in die Enns. 
Der Weißenbach ist mit nur etwa 1,4 km viel kürzer als beide seiner Oberläufe.